# آویو
آویو (به ایتالیایی: Avio) یک کومونه در ایتالیا است که در ترنتینو واقع شده‌است.

## خصوصیات
آویو ۶۸ کیلومترمربع مساحت و ۴٬۰۹۰ نفر جمعیت دارد و ۱۳۱ متر بالاتر از سطح دریا واقع شده‌است.